# Le Chemin des esprits
Le Chemin des esprits est un épisode de l'émission de télévision québécoise Légendes indiennes, diffusé en trois parties de 25 minutes les 24 mars, 31 mars et 21 avril 1983 à la Télévision de Radio-Canada.

## Synopsis
« Cette légende des Indiens Ojibway du lac Huron, et plus précisément des indiens Chippewas, raconte l'histoire étonnante du jeune Guijek qui, quelques mois après s'être marié, perdit sa femme d'une manière accidentelle. »

## Fiche technique
- Scénarisation : Daniel Bertolino, Basil H. Johnston, Diane Renaud
- Réalisation : Daniel Bertolino
- Société de production : Via le Monde

## Distribution
- Estelle Cywink
- Vincent Davy
- Esther Jacko
- Elie Lewis
- Lloyd McGregon
- Allan McGregor
- Art McGregor
- Beverty McGregor
- Bill McGregor
- lames McGregor
- Lillian McGregor
- Olive McGregor
- Prisdilla McGregor
- Todd McGregor
- Victoria McGregor
- Wayne McGregor
- Art Nahwegahbow
- Larry Nahwegahbow
- Leonna Nahwegahbow
- Reg Nahwegahbow
- Rodney Nahwegahbow
- Gordon Odjig
- Ronnie Odjig
- Roberta Oshkabewisens
- Floyd Paibomsai
- Adam Paul
- Jean Pitawanakwat
- Margareth Pitawanakwat
- Mervin Pitawanakwat
- Theresa Récollet
- Charles Shawanda
- Paul Shawanda
- Rachel Shawanda
- Katherine Toulouse
- William Trudeau
- Margareth Waiker
- Ferdinand Walker